# Luis Gordillo
Luis Gordillo (Sevilla-1934) és un pintor espanyol, una de les principals figures de l'art abstracte a Espanya.

## Biografia
Va començar la seva carrera artística a París el 1958

## Obra
De gran prestigi internacional, les seves obres es poden contemplar en els principals museus d'art contemporani d'Amèrica del Nord i Europa. És considerat un dels creadors més singulars de l'escena artística espanyola de la segona meitat del segle xx.
Els seus quadres es mostren sovint inacabats, ja que l'artista considera que una imatge que és sotmesa a un continu procés de reproducció, i mai arriba a un estat definitiu.

## Exposicions
Ha exposat als principals museus del món, i té obres seves a importants col·leccions d'art:
- Museu Reina Sofia
- Chase Manhattan Bank, Nova York.
- MACBA
- Museu d'Art Contemporani de Sevilla.
- Museu d'Art Contemporani de Bilbao.
- Fundació Juan March, Madrid.
- Col·lecció del Patrimoni Nacional, Madrid.
- Col·lecció del Congrés dels Diputats, Madrid.
- Banc d'Espanya.

## Alguns premis i reconeixements
- 1981 - Premi Nacional d'Arts Plàstiques d'Espanya
- 1996 - Medalla d'or de les Belles Arts
- 2007 - Premi Velázquez d'Arts Plàstiques (l'equivalent en pintura al Premi Cervantes).[1]